# ホテル大野屋
ホテル大野屋（ホテルおおのや）は、静岡県熱海市にある温泉ホテルである。新潟県長岡市で大野屋旅館主・大野甚松の孫として生まれ、箱根富士屋ホテルにも勤めたことのある大野市郎が開業し、1960年の法人化以降、株式会社大野屋本店が経営していたが、現在は伊東園ホテルズに属する。

## 概要
- 所在地 - 〒413-0023 静岡県熱海市和田浜南町3-9
- 収容人員 - 1040名、客室数174[1]
- 泉質 - 単純温泉、ナトリウム・カルシウム塩化物泉 泉温52℃[2]
- アクセス - JR熱海駅より送迎バスまたは徒歩30分

## 沿革
1937年に熱海港近くで、瑞雲荘大野屋として開業する。毎分270リットルを噴出する自家源泉を4本所有し、300名収容のローマ風呂などを備える。1980年に本館を増改築して1987年に旧館を建て替えた。建替前のローマ風呂がアニメ映画『おもひでぽろぽろ』の舞台となり、2010年にゲーム『ラブプラス』と協業した。
団体客の減少などにより経営状態が悪化し、2010年11月19日に負債総額21億5千万円で静岡地方裁判所沼津支部へ民事再生法の適用を申請すると、12月22日に債権者らが負債総額18億1千万円で東京地方裁判所へ会社更生法の適用を申請して調査命令が出た。
現在は、クリアックスの廉価ホテルチェーン伊東園ホテルズに属し、2017年4月以降は新設された高グレードの「伊東園リゾート」枠に含まれる。クリアックスグループの履歴に、ホテル運営企業「株式会社大野屋本店」の2019年12月31日付解散が見られる。

## その他
『ルパン三世 (TV第2シリーズ)』『犬神家の一族』などで知られる作曲家・ピアニストの大野雄二は創業者である大野市郎の次男であり、当ホテルのCMソングの作曲も務めた。